# Grote Prijs Raf Jonckheere 2021
De 70e editie van de Belgische wielerwedstrijd Grote Prijs Raf Jonckheere werd verreden op 26 juli 2021. De start en finish vonden plaats in Westrozebeke. De winnaar was Jonas Rickaert, gevolgd door Luke Mudgway en Aaron Verwilst.

## Uitslag
| Grote Prijs Raf Jonckheere 2021 |                   |                                 |            |
| Plaats                          | Naam              | Ploeg                           | Tijd       |
| Winnaar                         | Jonas Rickaert    | Alpecin-Fenix                   | 3u 28' 08" |
| 2                               | Luke Mudgway      | Black Spoke Pro Cycling         | z.t.       |
| 3                               | Aaron Verwilst    | Sport Vlaanderen-Baloise        | 2"         |
| 4                               | Piotr Havik       | BEAT Cycling                    | 4"         |
| 5                               | Gianni Vermeersch | Alpecin-Fenix                   | 15"        |
| 6                               | Michiel Stockman  | Team SKS Sauerland NRW          | 19"        |
| 7                               | Anders Oddli      | Team Coop                       | z.t.       |
| 8                               | Arne Marit        | Sport Vlaanderen-Baloise        | z.t.       |
| 9                               | Emiel Vermeulen   | Xelliss-Roubaix Lille Métropole | z.t.       |
| 10                              | Martijn Budding   | BEAT Cycling                    | z.t.       |

1951 · 1952 · 1953 · 1954 · 1955 · 1956 · 1957 · 1958 · 1959 · 1960 · 1961 · 1962 · 1963 · 1964 · 1965 · 1966 · 1967 · 1968 · 1969 · 1970 · 1971 · 1972 · 1973 · 1974 · 1975 · 1976 · 1977 · 1978 · 1979 · 1980 · 1981 · 1982 · 1983 · 1984 · 1985 · 1986 · 1987 · 1988 · 1989 · 1990 · 1991 · 1992 · 1993 · 1994 · 1995 · 1996 · 1997 · 1998 · 1999 · 2000 · 2001 · 2002 · 2003 · 2004 · 2005 · 2006 · 2007 · 2008 · 2009 · 2010 · 2011 · 2012 · 2013 · 2014 · 2015 · 2016 · 2017 · 2018 · 2019 · 2020 · 2021 · 2022